# ۲۰ شیر کوچک
۲۰ شیر کوچک یک ستاره است که در صورت فلکی شیر کوچک قرار دارد.